# 忠実屋・いなげや事件
忠実屋･いなげや事件（ちゅうじつや･いなげやじけん）は、1989年（平成元年）に発生した日本のスーパーマーケット業を営む上場企業の企業買収（M&A）などによる一連の民事事件。不動産会社の秀和が、中堅スーパーマーケットチェーンの忠実屋といなげやの株式を大量に取得し、3社合併を提案したのに対し、忠実屋及びいなげやが相互に株式を発行するなどして対抗した事件である。

## 事件の概要
秀和は、1989年に忠実屋の株式を33.34%、いなげやの株式を21.44%、それぞれ取得した上で、忠実屋といなげやに対し、秀和の関係会社との合併を提案した。
忠実屋といなげやは秀和からの提案を拒絶する一方、秀和による企業買収に対抗するため業務提携交渉に入り、1989年7月8日、資本提携を伴う業務提携を締結することで合意。同年7月10日、両社取締役会は業務提携の一環として、資本提携を目的とする新株発行（第三者割当増資）を決議した。
新株発行の内容は、主として以下のようなものであった。
- 相互に新株発行（第三者割当増資）する。
  - 忠実屋からいなげやへ発行される株式
    - 発行株式数：2,200万株（発行後、いなげやは忠実屋株式の19.55%を保有することとなる）
    - 発行価額：1,120円（当時の時価は5,050円だが、秀和の買収が一因となり高騰したもの）
    - この発行が実現すれば、秀和の持株比率は、26.81%に低下する。

  - いなげやから忠実屋へ発行される株式
    - 発行株式数：1,240万株（発行後、忠実屋はいなげや株式の19.55%を保有することとなる）
    - 発行価額：1,580円（当時の時価は4,150円だが、秀和の買収が一因となり高騰したもの）
    - この発行が実現すれば、秀和の持株比率は、17.24%に低下する。
- 発行される忠実屋株式の総額は246億4,000万円、いなげや株式の総額は195億9,200万円
- それぞれの払込金はインパクト･ローンにより調達し、払込があり次第その払込金をもって返済に充てる計画とする（つまり195億9,200万円については、形の上では移動するが相殺されるに等しい）。
- 上記払込金の差額50億4,800万円が忠実屋に残ることとなるが、長期借入金として処理する（事業資金に充てる予定はない）。

## 判例
この紛争に関する秀和の仮処分申請がなされ、企業買収への対抗策としてなされた新株発行が「著しく不公正な方法」による新株発行として差止の対象となるかにつき、いわゆる「主要目的ルール」と呼ばれる基準を採用したとみられる日本の裁判例（東京地方裁判所平成元年7月25日決定、判例時報1317号28頁）の通称としても「忠実屋・いなげや事件」と呼ばれる。
事件番号は、忠実屋を被申請人とする仮処分申請につき、平成元年（ヨ）第2068号、いなげやを被申請人とする仮処分申請につき、平成元年（ヨ）第2069号。

### 法的な争点と本決定の判断内容
この事件における法的な争点は、以下の2点である。
1. 本件の新株発行が、有利発行にあたるか（有利発行なら、差止が認められる）
2. 本件の新株発行が、不公正発行にあたるか（不公正発行なら、差止が認められる）

第1の点（有利発行にあたるか）について、東京地裁は、本件新株発行は、有利発行（当時の商法280条ノ2第2項にいう「特ニ有利ナル発行価額」での株式発行）に該当すると判断した。
また、第2の点（不公正発行にあたるか）について、東京地裁は、本件新株発行は、不公正発行（当時の商法280条ノ10にいう「著シク不公正ナル方法」での株式発行）に該当するとした。
本決定の当時、上記第1、第2、いずれの争点についても、一般的な基準を示した裁判例は既に存在していた。本決定の特徴はそれらよりもより限定的な判断をしたことと、その基準を適用した結果、従来認められることの少なかった差止を認めるとの結論を出したことにある。
以下、上記2点について詳しく述べる。

#### 有利発行
従来の裁判例は、株式の市場価格が投機によって上昇している場合には、高騰前の株価を基準として有利発行であるかどうかを判断することが多かった。
これに対し本決定は、上場企業における公正な発行価額（有利発行であるか否かの判断をする際に基準とすべき価格）は、市場価格を基準とすべきとした。株式を公開市場において取引している以上、投機的要素は無視できないことを根拠とする。
また、高騰前の市場価格を基準とできるのは、極めて異常な程度にまで投機の対象となり、市場価格が企業の客観的価値よりも遥かに高騰していて、それが一時的現象に留まる場合に限られると述べ、従来の裁判例よりも場面を限定する解釈を示した。

#### 不公正発行
本決定は、まず、株式会社の支配権争いがある場合に、既存株主の持株比率に重大な影響を及ぼす第三者割当増資が行われたとき、それが、特定の株主の持株比率を低下させて経営者の支配権を維持することを主要な目的とするものであるならば、不公正発行に該当する、という一般論（「主要目的ルール」）に言及する。
その上で、第三者割当増資の主要目的が支配権維持にあるとは言えない場合であっても、特定の株主の持株比率が著しく低下することを認識しながら新株発行を行った場合には、原則として不公正発行に該当する、と述べた（例外は、その新株発行を正当化するだけの合理的理由が存在する場合）。
そして、上記一般論を本件に当てはめ、本件新株発行は、不公正発行に該当すると判断した。

## その後
東京地裁の決定により、忠実屋といなげやの新株発行は認められず、秀和は、両社の筆頭株主としての地位を維持することに成功した。しかし、当事件が発生した翌年の1990年（平成2年）からバブル崩壊の影が急速に日本経済を襲った。秀和は不動産価格の急落により急速に資金繰りが悪化し、当初意図した流通業界の再編どころでなくなってしまった。折しも1991年（平成3年）、忠実屋は社長の交代を機に当時の流通業界の雄であるダイエーに接近し、業務提携の締結に成功した。
さらにダイエーは、秀和に忠実屋株などを担保に差し出させ、巨額の融資を行う一方、忠実屋に対するTOB（株式公開買付け）を行うなどし、忠実屋への影響力を強めた。これに秀和が応じたことで、忠実屋はダイエー系列の企業となる一方（のちにダイエーに吸収合併される）、秀和はこの株式譲渡益により当面の倒産を免れた。
秀和はその後も唯一、いなげやに対してだけは筆頭株主としての地位を保ったが、2002年（平成14年）には保有するすべてのいなげや株をイオンへ譲渡、イオンがいなげやの筆頭株主となった。これにより秀和は嘗て保有した流通株を全て手放した。いなげやは2004年（平成16年）にイオンと業務提携を結び、イオングループ入りしている。その後、2023年（令和5年）にイオンの連結子会社になり、翌2024年（令和6年）にユナイテッド・スーパーマーケット・ホールディングスの完全子会社となった。一方で、忠実屋を手に入れたダイエーもその後の経営が思わしくなくなり、産業再生機構の支援、丸紅・イオンとの資本・業務提携を経て、2015年（平成27年）1月1日にイオンの完全子会社になっている。